# Gonolobus suberosus
Gonolobus suberosus là một loài thực vật có hoa trong họ La bố ma. Loài này được (L.) R.Br. mô tả khoa học đầu tiên năm 1810.